# Cyphocharax saladensis
Cyphocharax saladensis är en fiskart som först beskrevs av Meinken, 1933.  Cyphocharax saladensis ingår i släktet Cyphocharax och familjen Curimatidae. Inga underarter finns listade i Catalogue of Life.